# Присака (Олт)
Присака (рум. Prisaca) насеље је у Румунији у округу Олт у општини Вулпени. Oпштина се налази на надморској висини од 178 m.

## Становништво
Према подацима из 2002. године у насељу је живело 168 становника, од којих су сви румунске националности.